# Богуш, Аделина
Аделина Мария Богуш (ранее — Кожокариу, рум. Adelina Maria Boguș-Cojocariu; 4 сентября 1988, Ботошани) — румынская гребчиха, призёр Олимпийских игр и чемпионатов мира, многократная чемпионка Европы. Имеет опыт выступления в двойках, четвёрках и восьмёрках.